# Ukna
Ukna is een plaats in de gemeente Västervik in het landschap Småland en de provincie Kalmar län in Zweden. De plaats heeft 110 inwoners (2005) en een oppervlakte van 24 hectare.

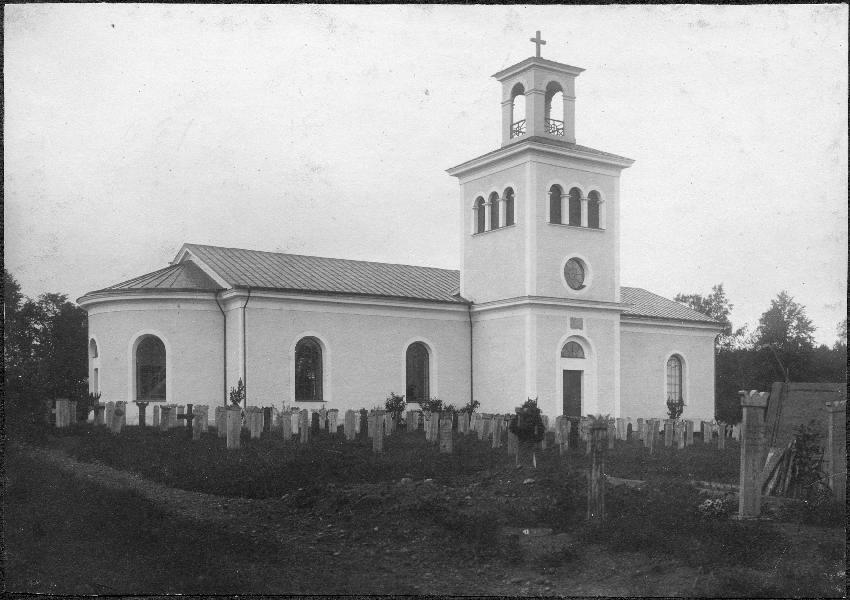